# Colors (配信ドラマ)
『colors』（カラーズ）は、フジテレビオンデマンドで2018年3月30日から4月1日まで日時限定で配信された日本の配信ドラマ。
後に『青と僕』（あおとぼく）に改題し、2018年7月10日から8月14日までフジテレビの「ブレイクマンデー24」枠でテレビ放送された。
サカナクションや水曜日のカンパネラなどのミュージックビデオを手がけた山田智和の初の連続ドラマのチーフ監督作品で、主演の井之脇海は本作品が初の連続ドラマ主演作となった。

## あらすじ
IT系の企業に勤めて6年目になるサラリーマンの"ぼく"は、新たな資格を取ろうと徹夜をしながらも平凡で単調な日々を送っている。ある日、通勤の途中で痴漢を取り押さえ、Twitterでその出来事をツイートすると、批判的なコメントがつくようになり炎上してしまう。原因もわからないまま仕事を終え、家に帰るとそこには見覚えのない封筒があり、中からは顔を黒く塗りつぶされた男の肖像画が出てくる。
そんな時、高校時代の友人、紫織から連絡があり、久しぶりに会うことになる。紫織は"ぼく"のTwitterが炎上しているのを心配して連絡をくれたのだった。そして、炎上の元となるコメントをしたユーザーのプロフィール画像が、5年前に死んだ"あいつ"の描いた自画像だと"ぼく"に告げる。それは、あの封筒の中に入れられていた男の肖像画と同じものだった。紫織と別れ、一人で信号待ちをしていると、何者かに突き飛ばされ、車に轢かれかける。死んだはずの"あいつ"が一連の出来事の張本人であるはずがない、と思いつつも、"あいつ"のLINEに「おまえじゃないよな？」とメッセージを送ると、思いがけず「忘れるなんて許さない」と返信が来てしまう。
その後も数々の嫌がらせが続き、紫織に相談すると、「一人だけ心当たりがある」と高校時代のクラスメートである紺野の名を挙げる。高校時代の記憶を辿りながら、"ぼく"は嫌がらせの犯人と"あいつ"の死の真相を探り始める。

## 登場人物およびキャスト
"ぼく"〈27〉
演 - 井之脇海
サラリーマンとして忙しくも平凡な日々を送っていたが、痴漢の犯人を取り押さえたのをきっかけにSNSが炎上し、数々の嫌がらせを受けるようになる。
"あいつ"
演 - 寛一郎
高校時代の"ぼく"の親友。5年前に団地の屋上から転落して死亡。
紫織
演 - 池田エライザ
高校時代の同級生。"あいつ"の恋人。
紺野
演 - 中島広稀
高校時代の同級生。書道部。
黒岩
演 - 金子大地
キクチ
演 - 八十田勇一
"あいつ"が通っていた大学の恩師。
ウンノ
演 - マキタスポーツ
"あいつ"から金を強請っていた男。
瑠璃子
演 - 霧島れいか
"あいつ"の母親。

## スタッフ
- 企画 - 加藤達也、村上正成
- プロデュース - 櫻井雄一（ソケット）
- 脚本監修 - 柴幸男
- 脚本 - 下田悠子
- 演出 - 山田智和、吉田卓功、スミス
- 音楽 - 牛尾憲輔
- 撮影 - 奥平功、福留章介
- 編集 - 小野寺絵美
- アートワーク - wataboku
- ギター指導 - 稲荷直史
- 警察監修 - 古谷謙一
- 制作協力 - ソケット
- 制作著作 - フジテレビ

## 配信・放送日程
| 話数  | 配信日  | 放送日  | サブタイトル         | 演出     |
| ----- | ------- | ------- | -------------------- | -------- |
| 第1話 | 3月30日 | 7月10日 | あいつからのメール   | 山田智和 |
| 第2話 | 3月30日 | 7月17日 | 塗りつぶされた自画像 | 山田智和 |
| 第3話 | 3月31日 | 7月24日 | 透明な同級生         | 吉田卓功 |
| 第4話 | 3月31日 | 7月31日 | 正義と悪             | 山田智和 |
| 第5話 | 4月01日 | 8月07日 | 憎しみと愛           | スミス   |
| 第6話 | 4月01日 | 8月14日 | 絶望と希望           | スミス   |